# Юупайоки
Юупайоки (фин. Juupajoki) — община в провинции Пирканмаа, Финляндия. Общая площадь территории — 274,95 км², из которых 16,47 км² — вода.

## Демография
На 31 января 2011 года в общине Юупайоки проживало 2096 человек: 1065 мужчин и 1031 женщина.
Финский язык является родным для 98,81% жителей, шведский — для 0,1%. Прочие языки являются родными для 1,1% жителей общины.
Возрастной состав населения:
- до 14 лет — 16,03%
- от 15 до 64 лет — 60,69%
- от 65 лет — 23,19%

Изменение численности населения по годам:
| Год  | Численность |
| ---- | ----------- |
| 1980 | 2524        |
| 1990 | 2525        |
| 2000 | 2371        |
| 2010 | 2094        |
| 2011 | 2096        |